# Mistrovství Afriky ve futsalu
Mistrovství Afriky ve futsalu je nejvyšší mezinárodní africký turnaj ve futsalu, který řídí Confederation of African Football (CAF). Jeho historie sahá do roku 1996, kdy se v Egyptě uskutečnilo první mistrovství Afriky. Turnaj se koná vždy po čtyřech letech. Momentálně probíhají jen mužské kategorie. Turnaj slouží zároveň jako kvalifikace na Mistrovství světa.

## Výsledky
| 1996 | Egypt             | 5  | Egypt         | Ghana         | Zimbabwe      |
| 2000 | Egypt             | 4  | Egypt         | Maroko        | Libye         |
| 2004 | žádné pevné místo | 8  | Egypt         | Mosambik      | Maroko        |
| 2008 | Libye             | 10 | Libye         | Egypt         | Maroko        |
| 2011 | Burkina Faso      | —  | turnaj zrušen | turnaj zrušen | turnaj zrušen |
| 2016 | Jižní Afrika      | 8  | Maroko        | Egypt         | Mosambik      |
| 2020 | Maroko            | 8  | Maroko        | Egypt         | Angola        |
| 2024 | Maroko            | 8  | Maroko        | Angola        | Libye         |

## Medailové bilance zemí
| Poř. | Země     | Zlato                | Stříbro              | Bronz          | Počet medailí |
| ---- | -------- | -------------------- | -------------------- | -------------- | ------------- |
| 1.   | Egypt    | 3 (1996, 2000, 2004) | 3 (2008, 2016, 2020) | 0              | 6             |
| 2.   | Maroko   | 3 (2016, 2020, 2024) | 1 (2000)             | 2 (2004, 2008) | 6             |
| 3.   | Libye    | 1 (2008)             | 0                    | 2 (2000, 2024) | 3             |
| 4.   | Mosambik | 0                    | 1 (2004)             | 1 (2016)       | 2             |
| 5.   | Angola   | 0                    | 1 (2024)             | 1 (2020)       | 2             |
| 6.   | Ghana    | 0                    | 1 (1996)             | 0              | 1             |
| 7.   | Zimbabwe | 0                    | 0                    | 1 (1996)       | 1             |